# Konstantinos III Herakleios
Konstantinos III (tiếng Hy Lạp: Κωνσταντῖνος Γ΄; 3 tháng 5, 612 – 20 tháng 4 hoặc 24/26 tháng 5, 641) là Hoàng đế Đông La Mã được bốn tháng vào năm 641. Ông là con trai cả của Hoàng đế Herakleios và người vợ đầu tiên Eudokia.
Tên khai sinh của Konstantinos là Herakleios Novos Konstantinos (tiếng Hy Lạp: Ἡράκλειος νέος Κωνσταντῖνος), cũng là tên chính thức cho triều đại của ông. Cái tên Konstantinos được đưa vào trong các thư tịch cuối thời Đông La Mã là viết tắt của Hoàng đế và đã trở thành tiêu chuẩn trong sử học hiện đại. Trong thuật ngữ về danh pháp hoàng đế chính thức, đế hiệu "Konstantinos III" trông hợp hơn cho con trai của ông là Konstans II (trị vì 641 - 668).
Konstantinos được cha mình đưa lên làm đồng hoàng đế vào ngày 22 tháng 1 năm 613 và một thời gian ngắn sau khi đã đính hôn với người em họ Gregoria, con gái của Nicetas, người anh em họ đầu tiên của Heraclius. Khi hai vợ chồng là anh em họ thứ hai, hôn nhân về lý mà nói được xem là loạn luân, thế nhưng sự suy xét này lại bị đè nặng bởi những lợi ích của việc hôn nhân trong gia đình dòng tộc. Hơn nữa, bất hợp pháp của nó dần trở nên vô nghĩa so với việc Herakleios kết hôn với cô cháu gái Martina cùng một năm. Konstantinos và Gregoria kết hôn vào năm 629 hoặc có thể đầu năm 630, cả hai vợ chồng có với nhau hai đứa con trai, đứa đầu tiên Konstans II sinh vào cùng năm đó và đứa tiếp theo là Theodosios. Họ còn có một đứa con gái tên là Manyanh sau này kết hôn với vị vua Ba Tư cuối cùng của nhà Sassanid là Yazdgerd III.
Konstantinos trở thành Hoàng đế lớn khi cha ông qua đời vào năm 641. Ông trị vì cùng với người em cùng cha khác mẹ Heraklonas, con trai của Martina. Những người ủng hộ hoàng đế thì sợ rằng nếu để hai mẹ con Martina cùng tham gia trị vì, có thể âm mưu loại trừ ông để độc chiếm ngôi vị và thao túng triều chính, khiến viên quan trông coi quốc khố Philagrius đã khuyên hoàng đế nên viết thư cho quân đội, thông báo cho họ rằng Konstantinos sắp chết và yêu cầu họ giúp đỡ trong việc bảo vệ các quyền lợi cho đứa con của hoàng đế. Ngoài ra ông còn gửi một khoản tiền lớn tới hơn hai triệu solidi (tiền vàng) cho một sĩ quan phụ tá của Philagrius là Valentinus, nhằm phân phát cho những người lính để thuyết phục họ đảm bảo sự kế thừa cho con trai của Konstantinos sau khi ông mất. Quả thực, ông chết vì bệnh lao chỉ sau bốn tháng, để lại Heraklonas là hoàng đế duy nhất. Khi có tin đồn rằng Martina đã đầu độc ông khiến phe chủ mưu liền tiến hành binh biến lật đổ Heraklonas và Martina rồi tôn Konstans II làm đồng hoàng đế, riêng số phận của hai mẹ con Martina thì được phe nổi dậy tha chết nhưng họ lại bị nhục hình và trục xuất ra đảo Rhodes.